# Иван Теннан Мемориал Эворд
Иван Теннан Мемориал Эворд (англ. Ivan Tennant Memorial Award) — приз, ежегодно вручаемый в Хоккейной лиги Онтарио (OHL) лучшему игроку среди учащихся начальных школ. Назван в честь Ивана Теннана, бывшего консультанта по вопросам образования в «Китченер Рейнджерс», который работал над развитием академических стандартов для всей лиги в течение двадцати лет.

## Победители
- 2023–24: Картер Джордж, Оуэн-Саунд Аттак
- 2022–23: Жорж Альбоим, Эри Оттерз
- 2021–22: Кэл Юэнс, Оуэн-Саунд Аттак
- 2020–21: Лоусон Шерк, Гамильтон Булдогс
- 2019–20: Логан ЛеСаж, Оуэн-Саунд Аттак
- 2018–19: Мак Гузда, Оуэн-Саунд Аттак и Зак Терри, Гелф Шторм
- 2017–18: Мак Гузда, Оуэн-Саунд Аттак
- 2016–17: Куинн Ханна, Гелф Шторм
- 2015–16: Кайл Кейсер, Флинт Файербёрдз
- 2014–15: Стефен Диллон, Ниагара АйсДогс
- 2013–14: Адам Крайевич, Гелф Шторм
- 2012–13: Коннор Бёрджесс, Садбери Вулвз
- 2011–12: Адам Пелех, Эри Оттерз
- 2010–11: Эндрю Д'Агостини, Питерборо Питс
- 2009–10: Дуги Хэмилтон, Ниагара АйсДогс
- 2008–09: Фредди Хэмилтон, Ниагара АйсДогс
- 2007–08: Алекс Фризен, Ниагара АйсДогс
- 2006–07: Эндрю Шорки, Оуэн-Саунд Аттак
- 2005–06: Джо Плекайтис, Оттава Сиксти Севенс
- 2004–05: Мэтт Пелех, Сарния Стинг